# Gernand Graf Grote
Gernand Alexander Albert Otto Graf Grote (* 20. September 1870 in Wiegersen; † 11. März 1950 in Blumendorf) war ein deutscher Hofbeamter.

## Leben
Gernand Graf Grote war Sohn des Königlichen hannoverschen Gesandten Adolf von Grote und der Marie geb. Jenisch. Nach dem Besuch des Gymnasiums in Bückeburg studierte er an der Rheinischen Friedrich-Wilhelms-Universität Bonn Rechtswissenschaften. 1890 wurde er Mitglied des Corps Borussia Bonn. Nach dem Studium wurde er Hofmarschall und Hofjägermeister von Ernst August von Hannover, Herzog von Cumberland in dessen österreichischem Exil in Gmunden. Grote war mit Karen von Holstein-Rathlou verheiratet, von der er geschieden wurde.

## Auszeichnungen
- Kommandeurkreuz 2. Klasse des Ordens vom Zähringer Löwen, 1906[3]